# قرار مجلس الأمن التابع للأمم المتحدة رقم 1661
قرار مجلس الأمن التابع للأمم المتحدة رقم 1661، الذي اتخذ بالإجماع في 14 مارس 2006، بعد إعادة تأكيد جميع القرارات بشأن الحالة بين إريتريا وإثيوبيا، ولا سيما القرارين 1622 (2005) و 1640 (2005)، مدد المجلس ولاية بعثة الأمم المتحدة في إثيوبيا وإريتريا (UNMEE) لمدة شهر واحد حتى 15 أبريل 2006.

## تفاصيل
وأكد مجلس الأمن من جديد دعمه لعملية السلام بين البلدين والتنفيذ الكامل لاتفاق الجزائر. وشدد على أن السلام في المنطقة لا يمكن أن يتحقق دون ترسيم كامل للحدود المتبادلة بين إريتريا وإثيوبيا.
وأكد أعضاء المجلس أيضا التزامهم بكفالة أن يسمح الطرفان للبعثة بالعمل بحرية وتوفير ما يلزم من وصول ومساعدة ودعم وحماية خلال فترة ولايتها؛ إن ترسيم الحدود لا يمكن أن يتم بدون حرية حركة البعثة.
تمديد ولاية بعثة الأمم المتحدة في إثيوبيا وإريتريا لمدة شهر واحد كمسألة فنية انتظارًا لمزيد من المناقشات حول مستقبلها،  طالب المجلس إثيوبيا وإريتريا بالامتثال التام للقرار 1640.

## روابط خارجية
- نص القرار في undocs.org